# Skye Blakely
Skye Blakely (Dallas, 4 febbraio 2005) è una ginnasta statunitense, campionessa del mondo con la squadra nel 2022 e nel 2023.

## Carriera senior

### 2021
Blakely fa il suo debutto senior alla Winter Cup, dove vince l'oro alla trave.  
Ai Nazionali conclude settima nell'all-around. Ai Trials olimpici subisce un infortunio al volteggio e si ritira dalla competizione.

### 2022
A luglio gareggia ai Campionati Panamericani, dove contribuisce all'oro degli Stati Uniti. Individualmente, vince il bronzo nell'all-around e al corpo libero.
A ottobre viene selezionata per partecipare ai Campionati del mondo di Liverpool, dove contribuisce all'oro degli Stati Uniti. Si qualifica inoltre per la finale alla trave, ma cade e termina la gara al quinto posto.

### 2023
Ad agosto partecipa ai Nazionali, dove vince l'argento al volteggio, alle parallele e alla trave. A settembre viene selezionata per far parte della squadra statunitense ai Campionati del Mondo di Anversa.